# Schlieben
Schlieben es un municipio del distrito de Elba-Elster, en Brandeburgo (Alemania). Pertenece al Amt (Unión de municipios) de Schlieben. Está situado a 22 km al norte de Bad Liebenwerda. Hubo un campo de concentración en esta localidad durante el Holocausto.